# Église royale Sainte-Madeleine de Mariembourg
 (février 2021).
Si vous disposez d'ouvrages ou d'articles de référence ou si vous connaissez des sites web de qualité traitant du thème abordé ici, merci de compléter l'article en donnant les références utiles à sa vérifiabilité et en les liant à la section « Notes et références ».
L’église royale Sainte-Madeleine est un édifice religieux catholique sis sur la place Marie-de-Hongrie (Grand-Place) de la ville de Mariembourg, en Belgique. Construite en 1542 et remaniée en style renaissance au XVIIe siècle l’église est lieu de culte paroissial de la communauté catholique de Mariembourg.

## Histoire
L’édification de l’église est intimement liée à la création en 1546 d’une ville fortifiée voulue par Marie de Hongrie, sœur de Charles-Quint et gouvernante des Pays-Bas. Près du confluent de l’Eau Blanche et de la Brouffe, au lieu-dit ‘Pont à Fresnes’ est construite en moellons calcaires et ardoise (1542) l’église de la ville fortifiée qui recevra le nom de 'Mariebourg' (plus tard: Mariembourg).  Le porche est surmonté des armoiries de Marie de Hongrie (1542), entre les statues (modernes) des saints Pierre et Paul.
L’église contient plusieurs pierres tombales des XVIe et XVIIe siècles, dont deux assez remarquables : celle de Jenne de la Cressonnière, décédée en 1584, épouse de Jacques de Bryas, gouverneur de la ville, et une autre, de Donat Arbano, un militaire originaire de Naples, décédé en 1617.
Clocher et façade de l’église sont reconstruits en style Renaissance en 1682 comme l'indique le chronogramme suivant : sanCta MagDaLena pro nobIs Vt tVtrIX eXora. C'est-à-dire: sainte Madeleine, notre [comme] protectrice, interviens en notre faveur.  L’église obtient le titre de ‘royale’ en 1692, après que le roi Louis XIV y eut assisté à un office religieux.

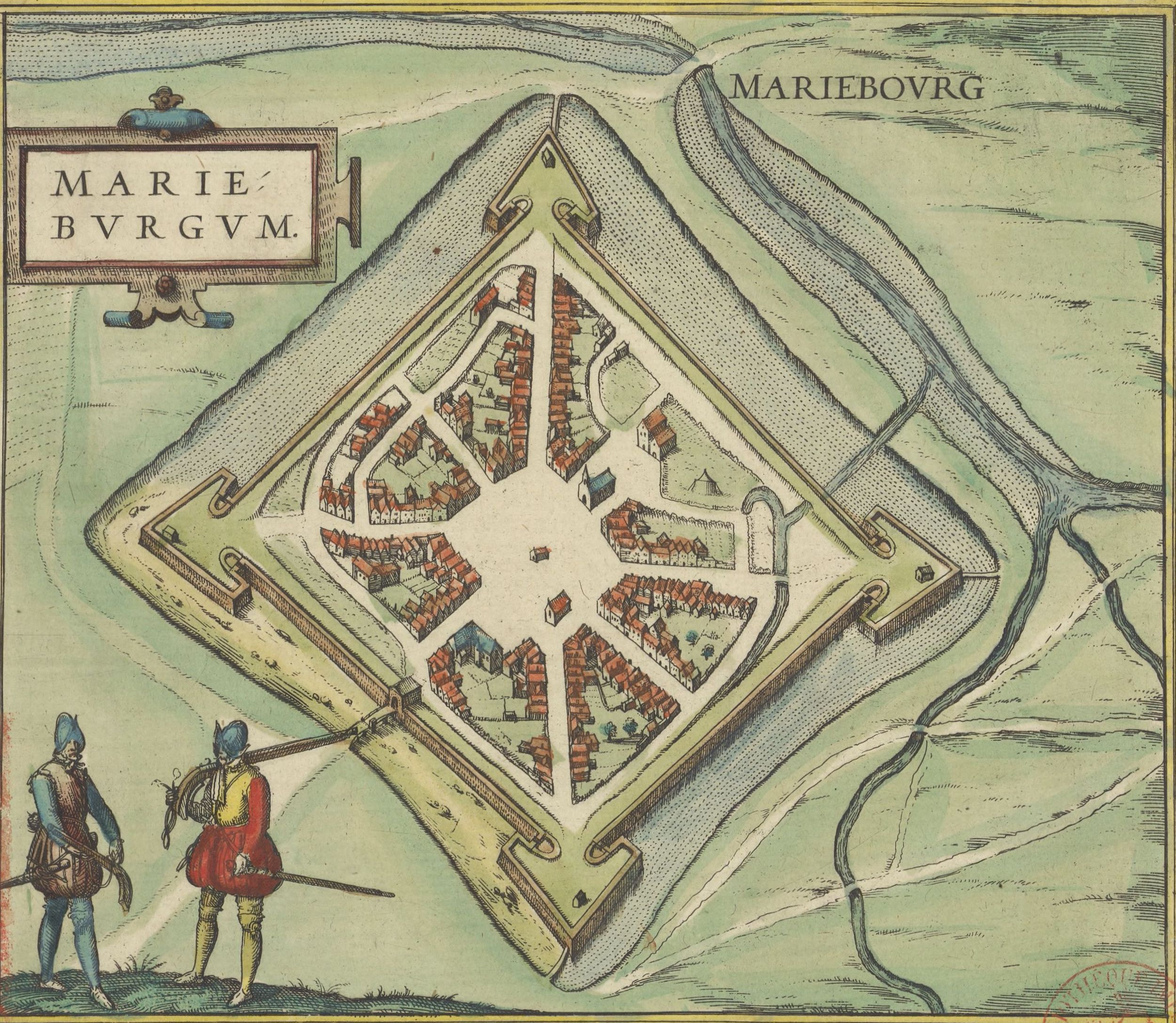
L'église est visible sur le plan de 1645

## Curiosité
Derrière l’église, adossé à son chevet, se trouve un monument à Léopold Roger (1902-1930), natif de Mariembourg qui, le premier, établit une liaison aérienne entre la Belgique et le Congo, le 3 avril 1925.

## Note
1. ↑  Albert de Robaulx de Soumoy, Recherches sur l'histoire de la ville de Mariembourg, Namur, 1864.